# Krzemieniewice
Krzemieniewice – wieś w Polsce położona w województwie łódzkim, w powiecie piotrkowskim, w gminie Gorzkowice.
W latach 1954–1961 wieś należała i była siedzibą władz gromady Krzemieniewice, po jej zniesieniu w gromadzie Przerąb. W latach 1975–1998 miejscowość administracyjnie należała do województwa piotrkowskiego.
Przez miejscowość przebiega niewielka rzeka Prudka dopływ Luciąży.